# ポットロースト

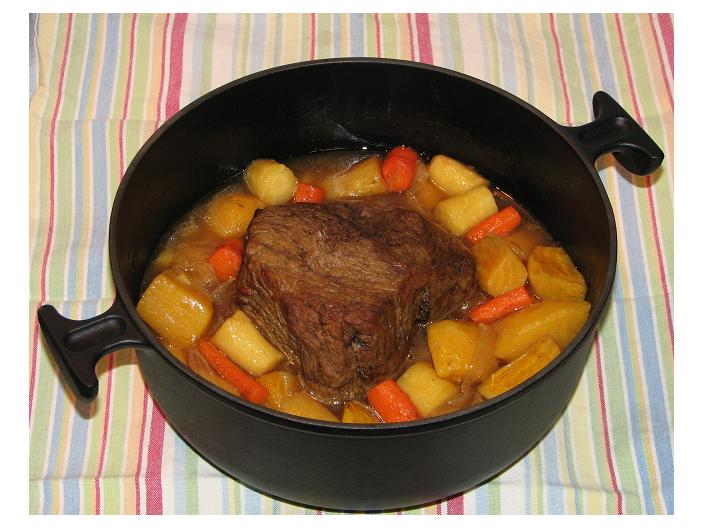
牛肉のポットロースト例

ポットロースト（英語: pot roast）は、アメリカ合衆国の家庭料理の1種。牛肉、豚肉などの塊肉を野菜と共に鍋でじっくり煮込んだ料理である。使用される肉や野菜は各家庭によって様々であり、煮込み方法もコンロやオーブンで加熱する他にもスロークッカーや圧力鍋を使うなど様々な方法がある。
調理するのに時間は要するが、調理の手間はかからないシンプルな料理である。使う肉の種類、使う野菜の種類や味付けの組み合わせによって料理の味わいは大きく変わってくる。